# William Makepeace Thackeray
William Makepeace Thackeray (født 18. juli 1811 i Kolkata, Britisk Indien, død 24. december 1863) var en engelsk forfatter.

## Udvalgt bibliografi
- The Luck of Barry Lyndon (1844, filmatiseret af Stanley Kubrick)
- Vanity Fair (1848)
- Pendennis (1848-50)
- The History of Henry Esmond (1852)
- The Newcomes (1855)